# بلوتفاهن

أدولف هتلر يراجع أعضاء كتيبة العاصفة في عام 1935. يرافقه بلوتفاهن وحامله قائد وحدة الاعتداء يعقوب غريمنغر.

Blutfahne أو بلوتفاهن ( تُلفظ بالألمانية: [bluːtˈfaːnə] )، أو علم الدم، هو العلم النازي الألماني Hakenkreuz ( الصليب المعقوف ) الذي تم حمله أثناء انقلاب بير هول الفاشل في ميونيخ، ألمانيا في 9 نوفمبر 1923، حيث تم نقعه في دم أحد رجال جيش الإنقاذ من مات. أصبحت فيما بعد واحدة من أكثر الأشياء المبجلة في NSDAP (الحزب النازي). تم استخدامه في الاحتفالات حيث تم تكريس الأعلام الجديدة للمنظمات الحزبية من قبل علم الدم عند لمسها.

## انقلاب بير هول
كان العلم هو خامس كتيبة العاصفة شتورم، الذي تم حمله في المسيرة نحو فلد هرن هاله. عندما أطلقت شرطة ميونيخ النار على النازيين، أصيب حامل العلم هاينريش ترامباور وألقى العلم. وقتل أندرياس بوريديل، وهو رجل جنوب إفريقيا يسير بجانب العلم، وسقط عليه، ملطخًا العلم بدمه. 
كانت هناك قصتان حول ما حدث للعلم في أعقاب أنقلاب بير هول: أحدهما أن حامل السارية الجريح هاينريش ترامباور أخذ العلم إلى صديق حيث أخرجه من طاقمه قبل مغادرته معه مخفيًا داخل سترته ثم أعطاها لاحقًا إلى Karl Eggers لحفظه.

## روابط خارجية
- Blutfahne في أعلام العالم.